# Бахтиярова, Елена Михайловна
Елена Бахтиярова (род. 30 мая 1986, Пермь) — российская оперная и эстрадная певица (Колоратурное сопрано). Лауреат Московского Открытого фестиваля академического сольного пения «Серебряный голос» (I премия, 2007 г.), номинант на Высшую театральную премию Санкт-Петербурга «Золотой софит» за роль Насти Глазковой в спектакле «Девчонка на миллион» в постановке Андрея Носкова (2019).

## Биография
Родилась 30 мая 1986 г. в г. Перми.
В 2007 окончила вокальное отделение Пермского музыкального колледжа (педагог по вокалу заслуженная артистка РСФСР Т. В. Дроздова), в 2012 — факультет музыкального театра Российского университета театрального искусства — ГИТИС (мастерская А. Б. Тителя и И. Н. Ясуловича, педагог по вокалу заслуженная артистка РСФСР Э. Т. Саркисян). Первые роли исполнила в спектаклях: «Волшебная флейта», «Коронация Поппеи», вокально-хореографической постановке «Завязки развязок», мюзикле «Однажды на острове».
С 2012 г. — солистка Камерного Музыкального театра им. Б. А. Покровского и приглашенная солистка МАМТ им. К. С. Станиславского и В. И. Немировича-Данченко.. С 2018 года сотрудничает с Санкт-Петербургским государственным театром музыкальной комедии.

### Партии в спектаклях
- «Волшебная флейта» — Памина, Первая дама
- «Пиноккио» — Пиноккио
- «Три Пинто» — Инес
- «Давайте создадим оперу» — Джульетта Брук
- «Альтист Данилов» — Катя
- «Однажды на острове» — Андреа
- «Последнее испытание» — Светлая жрица Крисания[3]

С октября 2014 г. солистка мюзикла «Призрак Оперы» компании Stage Entertainment Россия (исполняет главную роль Кристин Даэ).
19 октября была участником юбилейного концерта мюзикла «Последнее испытание» в Adrenaline Stadium в честь двадцатилетия проекта.
С февраля 2019 г. принимает участие в роли Насти Глазковой в спектакле «Девчонка на миллион» в Санкт-Петербургском театре музыкальной комедии, номинирована за роль на премию «Золотой Софит».

### Прочий репертуар
- «Коронация Поппеи» — Поппея
- «Дон Жуан, или Наказанный развратник» — Церлина
- «Лунный мир» — Клариче
- «Четыре самодура» — Лючетта
- «Бастьен и Бастьена» — Бастьена
- «Юлий Цезарь и Клеопатра» — Клеопатра

## Дискография
Елена приняла участие в записи первого в истории лицензионного альбома с композициями из мюзикла «Призрак Оперы» на русском языке в исполнении артистов московской постановки и оркестра.
Трек-лист альбома:
- Увертюра
- Думай обо мне — Тамара Котова (Кристин), Евгений Зайцев (Рауль)
- Ангел музыки — Иван Ожогин (Призрак), Валерия Мигалина (Мэг Жири), Елена Бахтиярова (Кристин)
- Зеркало — Тамара Котова (Кристин), Иван Ожогин (Призрак)
- Призрак Оперы — Елена Бахтиярова (Кристин), Дмитрий Ермак (Призрак), артисты ансамбля
- Музыка ночи — Иван Ожогин (Призрак)
- Примадонна — Юрий Мазихин (Фирмен), Алексей Бобров (Андрэ), Евгений Зайцев (Рауль), Ирина Самойлова (Карлотта), Оганес Георгиян (Пиянжи), Елена Чарквиани (Жири), Валерия Мигалина (Мэг Жири)
- Все, о чём молю — Тамара Котова (Кристин), Евгений Зайцев (Рауль)
- Все, о чём молю (реприза) — Иван Ожогин (Призрак), Тамара Котова (Кристин), Евгений Зайцев (Рауль)
- Антракт
- Маскарад — Артисты ансамбля, Елена Чарквиани (Жири), Валерия Мигалина (Мэг Жири), Алексей Бобров (Андрэ), Юрий Мазихин (Фирмен), Екатерина Лехина (Карлотта), Оганес Георгиян (Пианжи), Елена Бахтиярова (Кристин), Евгений Зайцев (Рауль)
- Я хочу, чтоб вновь ты был со мной — Елена Бахтиярова (Кристин)
- Мы пересекли черту — Тамара Котова (Кристин), Дмитрий Ермак (Призрак)
- В логове Призрака — Тамара Котова (Кристин), Дмитрий Ермак (Призрак), Евгений Зайцев (Рауль), артисты ансамбля

Бонус:
- Думай обо мне — Елена Бахтиярова (Кристин), Евгений Зайцев (Рауль)
- Примадонна — Юрий Мазихин (Фирмен), Алексей Бобров (Андрэ), Евгений Зайцев (Рауль), Екатерина Лехина (Карлотта), Оганес Георгиян (Пиянжи), Елена Чарквиани (Жири), Валерия Мигалина (Мэг Жири)
- Музыка ночи — Дмитрий Ермак (Призрак)
- Призрак оперы — Тамара Котова (Кристин), Иван Ожогин (Призрак), артисты ансамбля